# GRAM (vapen)
GRAM är en svensk automatkarbin som togs fram av Carl Gustafs stads gevärsfaktori i två prototyper, GRAM 61 och GRAM 63.

## Historik
Automatkarbinen togs fram i samband med att Automatgevär m/42 skulle ersättas i Armén. Vapnet togs fram i två olika versioner. GRAM 63 togs fram 1961 och var den första version som togs fram. GRAM 63 var en automatkarbin med kaliber 7,62 mm. Den andra prototypen, GRAM 61 togs fram 1962 och var en automatkarbin med kaliber 6,5 mm. Ingen av dessa kom dock att serietillverkas, då det visade sig i de inledande testerna att den inte klarade kravspecifikationerna, något som enbart tyska G3 och belgiska FN FAL klarade.

## Galleri

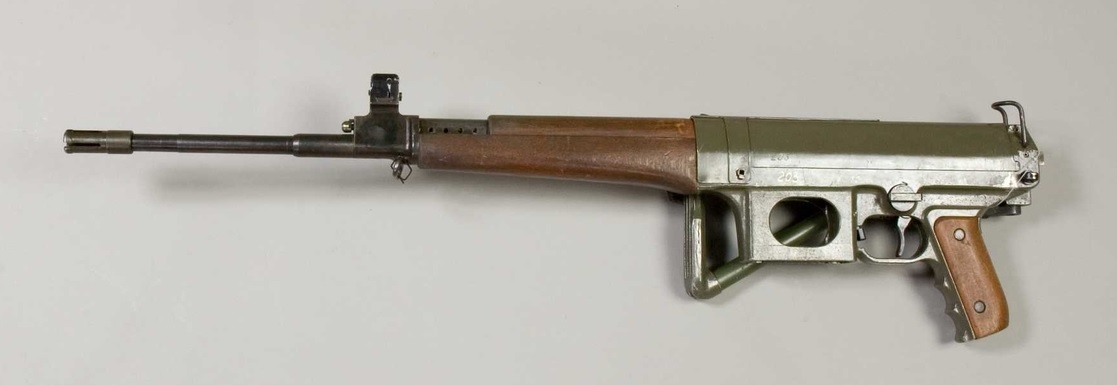
GRAM 61 togs fram 1961, med kaliber 7,62 mm
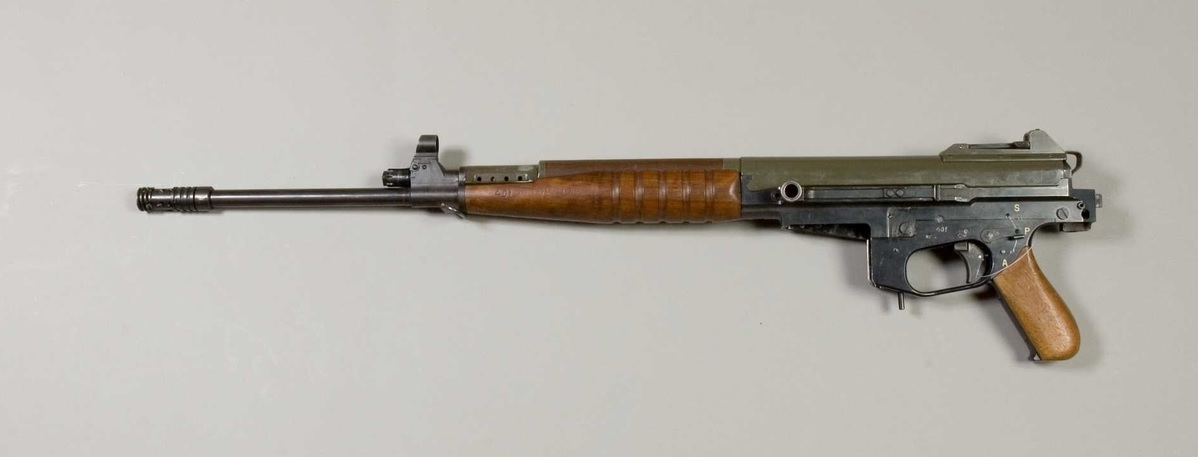
GRAM 63 togs fram 1962, med kaliber 6,5 mm